# 稲島城
稲島城（いなじまじょう）は、尾張国中島郡稲島（愛知県稲沢市東畑・稲島）にあった日本の城。
現在稲島城と呼ばれている古城は、南北朝時代に稲島村東畑（現在の稲沢市東畑5丁目・6丁目）にあった久田氏の館と、江戸時代に稲島村本郷（現在の稲沢市稲島6丁目・8丁目）にあった滝川氏の館の位置も時代も異なる2か所があり、合わせてこの記事で扱う。

## 歴史
『張州府志』などの尾張藩で編纂された地誌によると、建武年間に尾張大国霊神社の神職である久田弥四郎父子が稲島村に居住し、稲島城に拠っていた。久田弥四郎の子孫は野々部氏を称し、江戸時代まで大国霊神社の正神主を世襲している。
元和2年（1616年）、稲島村出身の滝川忠征が尾張藩の年寄（家老）に任命されて6000石を与えられ、出生地の稲島に館を築いた。この館は一国一城令のもとでは城ではないが、地元では稲島城と呼ばれる。
滝川氏は用水路を開削して治水をするなど稲島を本拠地として支配したが、忠征の曾孫忠方（宝永2年（1705年）没）の代で稲島を失領して稲島城も廃された。
享和3年（1803年）、忠征の子孫滝川忠暁が年寄に任命されて加増を受けたことから、願い出て祖先の発祥地である稲島村を再び与えられた。文化9年（1812年）、稲島城の故地に下屋敷を建設し、用水路の改修を行うなど、幕末まで稲島村を支配した。明治維新後に屋敷は廃され、明治20年代に子孫が土地を手放して跡地は水田となった。

## 遺構
滝川忠暁が再建した下屋敷は、稲島村の本郷集落の北西端にあり、本郷と真菰原にまたがっていて、約3600坪の面積があったが、遺構は水田となって消滅している。
昭和13年（1938年）、屋敷跡の西南の一隅に「稲島城滝川下屋敷」の碑が立てられ、昭和の末まで残っていたが、2000年頃までの間にこの碑は200メートルほど北の八龍社南隣の土地改良碑の側に移されている。